# CAST (Verein)
Der CAST e.V. ist ein gemeinnütziger Verein mit Sitz in Darmstadt. Er ist eine der wichtigsten Kontakt- und Weiterbildungsorganisationen für IT-Sicherheit im deutschsprachigen Raum. 
CAST ist ein Akronym und steht für Competence Center for Applied Security Technology (dt. Kompetenzzentrum für angewandte Sicherheitstechnologie). Satzungsziel ist die Aus- und Weiterbildung im Bereich IT-Sicherheit. Viele der führenden deutschen Experten für IT-Sicherheit referieren bei CAST regelmäßig über aktuelle Arbeiten; so die Bundesnetzagentur, Wissenschaftler und Auditoren oder Hersteller von Sicherheits-Software.
Hauptaktivität sind monatliche Weiterbildungs-Workshops zu verschiedenen Themen rund um die IT-Sicherheit. Daneben gibt es mehrtägige Tutorials und die Vermittlung von Experten und Auditoren zu IT-Sicherheitsfragen. Der CAST e.V. schreibt jährlich einen Förderpreis aus, der Studenten und Auszubildende ermuntern soll, sich den verschiedenen Problemen der IT-Sicherheit zu widmen. Dieser ist der höchstdotierte Förderpreis für IT-Sicherheit in Deutschland.
Der Verein wurde 1999 als Forum im ZGDV e.V. gegründet. Aus dieser Zeit stammt auch die Bezeichnung „CAST-Forum“. Initiatoren waren die TU Darmstadt, das Fraunhofer-Institut für Graphische Datenverarbeitung (IGD) und das Fraunhofer-Institut für Sichere Informationstechnologie (SIT). Seit dem 1. Januar 2004 ist das ehemalige CAST-Forum ein eigenständiger, gemeinnütziger Verein. Die rund 200 Mitglieder des CAST e.V. setzen sich aus kleinen und mittelständischen Firmen, großen Konzernen, Forschungseinrichtungen und Behörden zusammen. Vorsitzender des Vorstands ist Andreas Heinemann.